# Capsules Fénix

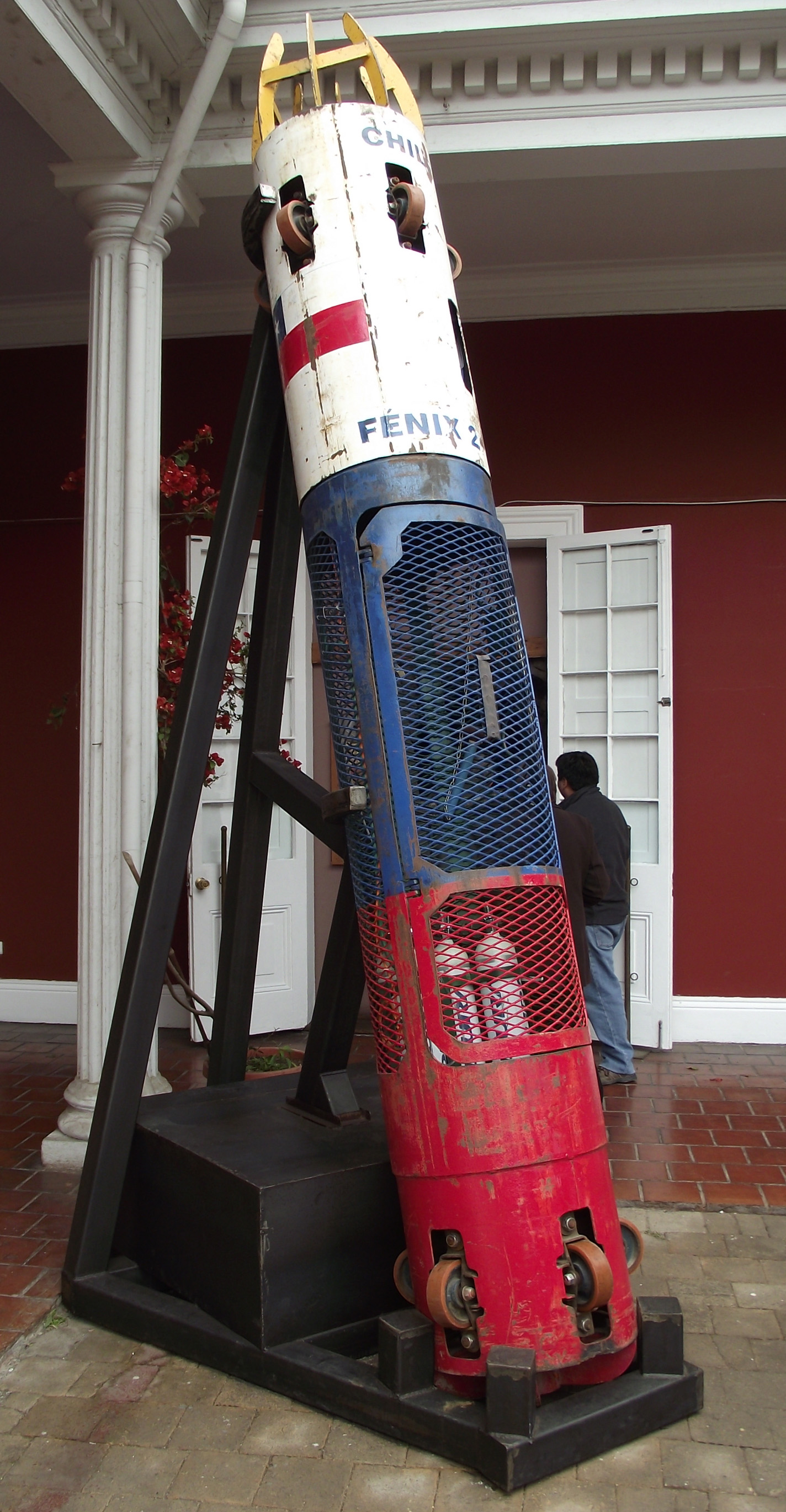
Capsule Fénix 2 au musée régional de l'Atacama à Copiapó.

Les capsules Fénix sont trois conteneurs métalliques qui ont été utilisés pour le sauvetage de 33 mineurs à la suite de l'accident minier de Copiapó. Il s'agit d'une version améliorée du Dahlbusch Bomb (en). Les capsules ont été construites par l'Astilleros y Maestranzas de la Armada (ASMAR), et nommées Fénix (Phénix), d'après l'oiseau légendaire capable de renaître après s'être consummé.

## Description

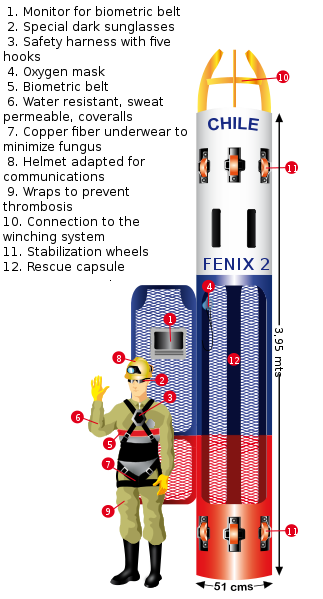
Diagramme de la capsule "Fénix" et des équipements des mineurs utilisés lors de l'accident minier de Copiapó,.

Les capsules Fénix ont été conçues par la marine chilienne, en collaboration avec la NASA. Elles ont un diamètre de 54 cm et possèdent huit roues situées en haut et en bas, avec un système d'amortissement. Les capsules Fénix disposent d'un harnais pour maintenir l'occupant, une alimentation en oxygène et un microphone avec des haut-parleurs qui ont été utilisés pour mettre en contact les mineurs avec les sauveteurs en surface durant le sauvetage.
Trois prototypes de la capsule ont été créés. La capsule Fénix 1 a un plus grand diamètre que les deux autres et a été utilisées pour des tests dans un puits où elle est descendue à une profondeur de 610 m. La capsule Fénix 2 a  été utilisée avec un système autrichien de poulies pour le sauvetage des mineurs. La capsule Fénix 3 a été gardée en réserve et inutilisée. Le commandant en chef de la marine chilienne, Edmundo González Robles a déclaré que l'ASMAR a également construit une quatrième capsule et que les capsules Fénix allaient être brevetées.

## Capsules après le sauvetage

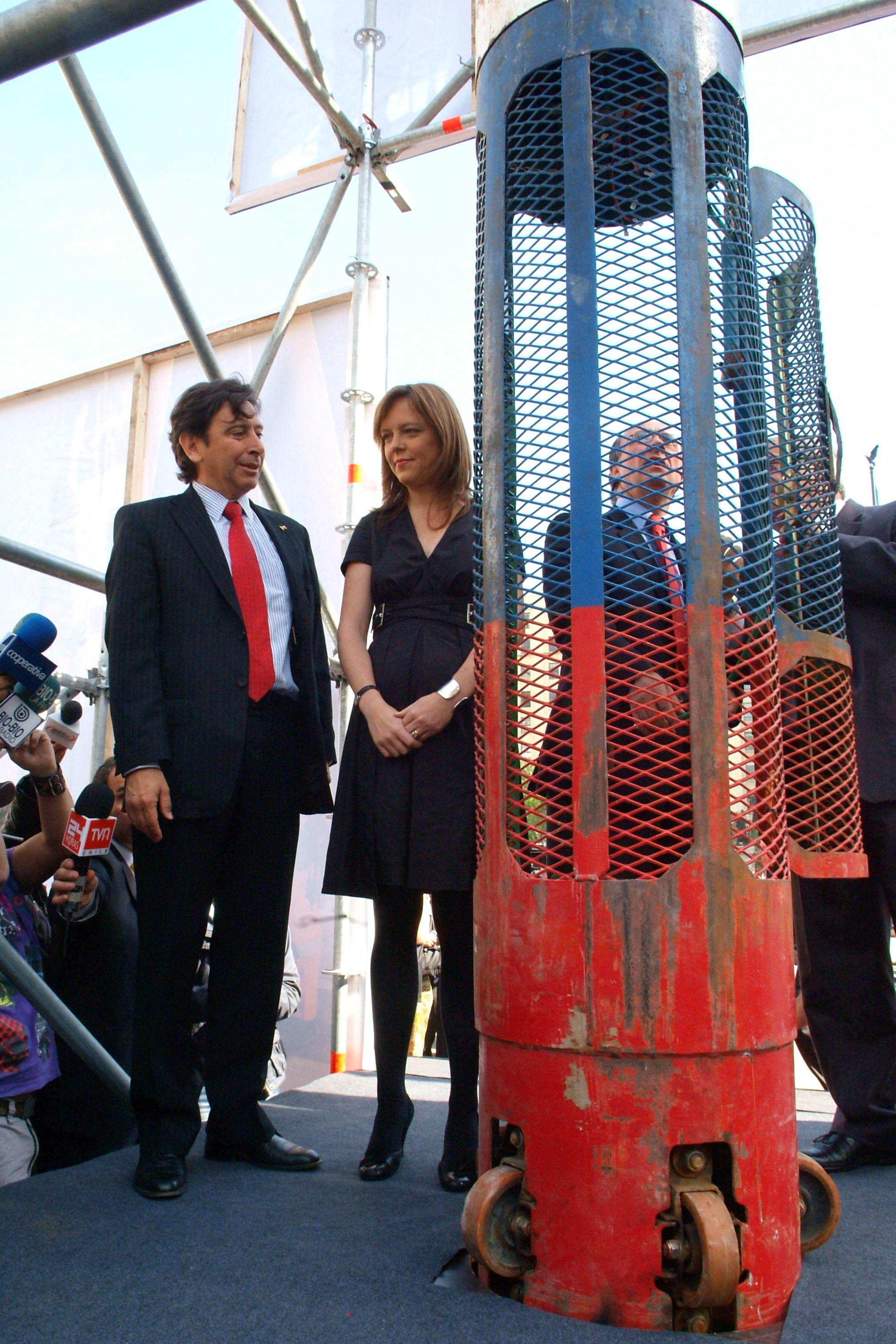
La capsule Fénix 2 à la Plaza de la Constitución, en présence d'Ena von Baer.

Après le sauvetage, la détention de Fénix 2 a été l'objet d'un conflit entre le gouvernement du Chili, l'ASMAR et la municipalité de Copiapó. Le gouvernement a annoncé une tournée de la capsule dans tout le pays, débutant avec son exposition à la Plaza de la Constitución à Santiago.
Fénix 1 a été exposé à l'Exposition universelle de 2010.